# Wilhelm Fließ

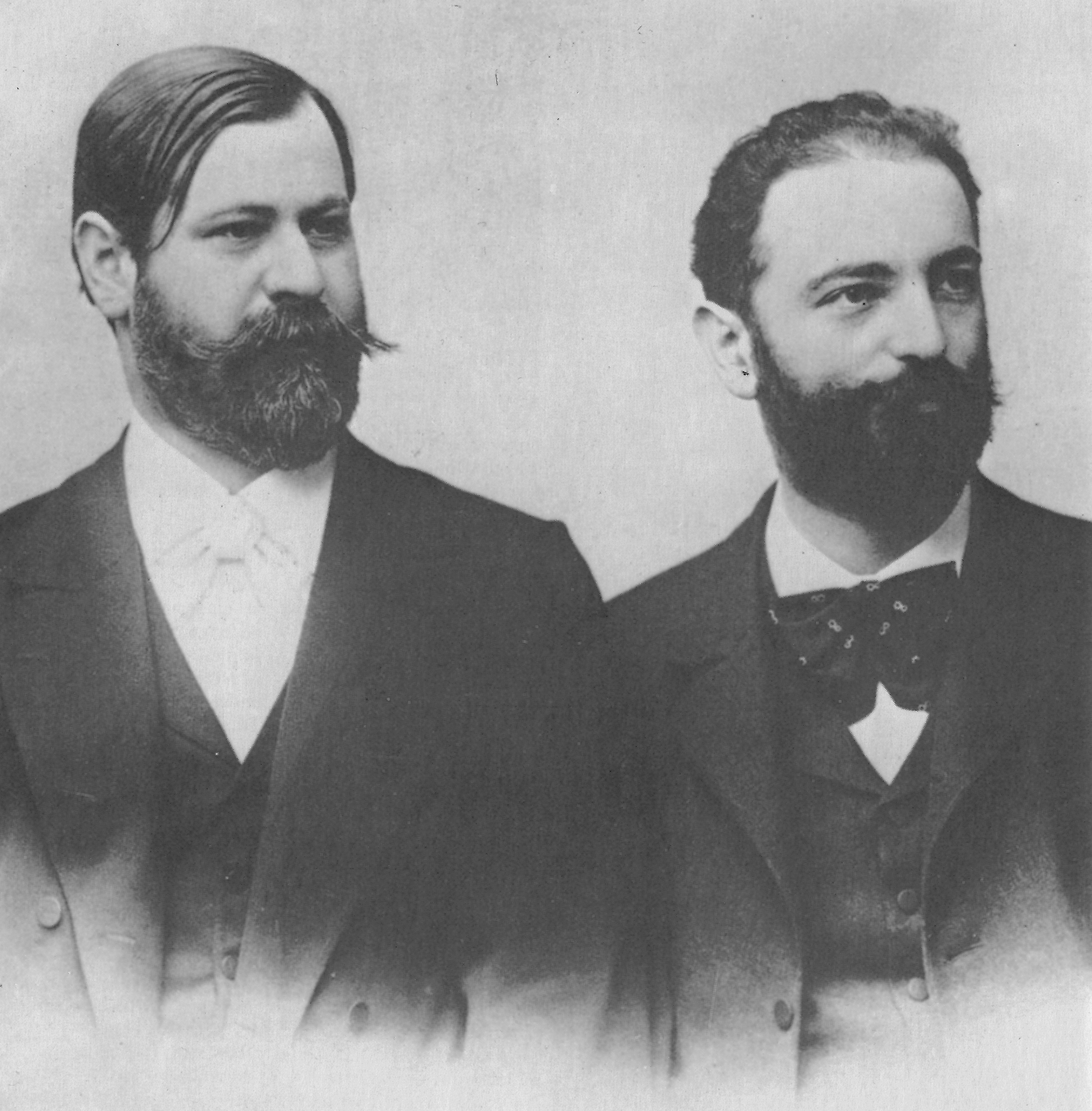
Wilhelm Fließ (rechts) und Sigmund Freud Anfang der 1890er Jahre.

Wilhelm Fließ (* 24. Oktober 1858 in Arnswalde bei Frankfurt (Oder); † 13. Oktober 1928 in Berlin) war ein deutscher Mediziner, Physiologe, Hals-Nasen-Ohrenarzt und Sanitätsrat.

## Leben
Fließ wurde als ältester Sohn des jüdischen Getreidehändlers Jakob Fließ und seiner Frau Henriette, geb. Hirsekorn in Brandenburg geboren. Die Familie zog 1862 nach Berlin, wo Wilhelm Fließ am Gymnasium Graues Kloster sein Abitur machte. Nachdem sein Vater Bankrott gemacht hatte, beging dieser am 25. Juni 1878 Suizid. Zeit Lebens hielt Wilhelm Fließ die Todesursache seines Vaters geheim. Im Folgejahr starb Wilhelm Fließ jüngere Schwester Clara an Pneumonie.
Zum Wintersemester 1878/ 1879 begann Wilhelm Fließ mit dem Medizinstudium in Berlin. Dort wurde er mit der Dissertationsschrift „Das Piperidin als Anaestheticum und die Beziehung desselben zu seinem Homologon Coniin“ 1883 promoviert. Er widmete die Dissertation Hugo Kronecker, bei dem er eine Weiterbildung zum Physiologen erhielt, bevor er sich als Hals- und Nasenspezialist niederließ. Seine Praxis befand sich in Berlin-Tiergarten (Wichmannstraße 4a). 1886/87 begab er sich für ein Jahr auf Studienreise nach Italien, Paris, London und Wien; die gut laufende Praxis überließ er für dieses Jahr einem Kollegen. In Wien arbeitete Fließ am Allgemeinen Krankenhaus, hörte Siegmund Freuds Vorlesung über Neurologie und freundete sich mit diesem an. In den folgenden zehn Jahren führten die beiden Männer einen persönlichen und wissenschaftlichen Briefwechsel, von dem nur noch die Briefe Freuds erhalten sind.
Fließ schrieb im Jahr 1906 eine erste Abhandlung über einen angeblichen zeitlichen Zusammenhang zwischen Erkrankung, Gesundung und Todesdatum. Er glaubte, bei Krankheitsverläufen seiner Patienten einen solchen Zusammenhang gefunden zu haben, und nannte ihn Biorhythmus.
Seit 1893 hatte Wilhelm Fließ die Idee einer inneren Verbindung zwischen der Nase und den weiblichen Geschlechtsorganen entwickelt. Er machte Veränderungen der Nasenschleimhaut während der Periode der Frau aus, so dass er die Vorstellung entwickelte, Menstruations- und Wehenschmerzen durch Ätzung oder Galvanisierung der Nase zu behandeln. Er nannte diese neue Krankheit "nasale Reflexneurose". Als eine Freundin der Familie Freud, Emma Eckstein, sich 1895 durch Vermittlung und auf Vorschlag von Sigmund Freud einer entsprechenden Operation am Knochen der Nasenmuschel durch Wilhelm Fließ unterzog, infizierte sich die Wunde, die Patientin überlebte nur knapp und war zeitlebens entstellt. 

Fließ war ein enger Freund und Vertrauter Sigmund Freuds, der an Fließ’ Theorie zur Therapierbarkeit der Dysmenorrhoe durch Einwirkungen an der Nasenschleimhaut besonderes Interesse fand. Insbesondere die Sexualätiologie der Neurosen und das Interesse an dem Thema Bisexualität hat die beiden beinahe gleichaltrigen Mediziner eng verbunden. Die gemeinsamen Treffen bezeichnete Freud gerne als „Kongresse“. Mit Fließ führte Freud seine Selbstanalyse durch und konnte so seine Metapsychologie (Bedeutung des dynamischen Unbewussten, Rolle der infantilen Sexualität) weiterentwickeln. Freud ließ sich, wohl zur Behandlung seiner Migräne, von Fließ an der Nase operieren. Die beiden Männer entfremdeten sich aber zunehmend; im Jahr 1903 trafen sie sich zum letzten Mal. Die Briefe von Freud an Fließ aus den Jahren 1887 bis 1904 blieben erhalten und wurden 1950 in gekürzter Form von Marie Bonaparte, Anna Freud und Ernst Kris herausgegeben. 1985 erschien eine ungekürzte Ausgabe.
Wilhelm Fließ heiratete 1892 Ida Bondy, eine wohlhabende Kaufmannstochter einer jüdischen Wiener Familie. Sie bekamen zwei Söhne (Robert 1895, 1899) und eine Tochter (Paulinchen 1898). Sein Grab befindet sich auf dem Berliner Friedhof Dahlem. Nach seinem Tod emigrierte die Familie 1933, um der Verfolgung durch die Nationalsozialisten zu entgehen.

## Schriften (Auswahl)
- Neue Beiträge zur Klinik und Therapie der nasalen Reflexneurose. Leipzig und Wien 1893.
- Die Beziehungen zwischen Nase und weiblichen Geschlechtsorganen (In ihrer biologischen Bedeutung dargestellt)Digitalisat. Franz Deuticke, Leipzig und Wien 1897.
- Die Beziehungen zwischen Nase und weiblichen Geschlechtsorganen (In ihrer biologischen Bedeutung dargestellt). Leipzig und Wien 1897. VDM Verlag Dr. Müller, Saarbrücken 2007.
- Der Ablauf des Lebens. Grundlegung zur exakten Biologie. 1906
- Vom Leben und Tod. 1914
- Zur Periodenlehre. 1925
- Von den Gesetzen des Lebens. Campus Verlag, Edition Qumran, Frankfurt am Main 1985.